# Marian Wróbel

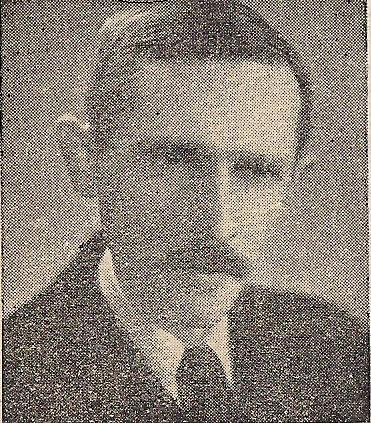
Marian Wróbel

Marian Wróbel (* 1. Januar 1907 in Krukienice nahe Lemberg; † 25. April 1960 in Warschau) war ein polnischer Schachkomponist.

## Leben
Wróbel studierte polnische Philologie in Lemberg und Warschau, wo er 1932 als Magister abschloss. Er ging zunächst in den Schuldienst, doch brach er diese Tätigkeit aufgrund von gesundheitlichen Problemen ab und wurde in die Schulverwaltung versetzt.
Seine erste Schachkomposition veröffentlichte er bereits 1922, insgesamt publizierte er 430 Aufgaben, von denen 161 Preise gewannen (darunter 88 erste). Seine Spezialität waren Zwei- und Dreizüger. 44 seiner Probleme wurden in den FIDE-Alben veröffentlicht. 1956 verlieh ihm die FIDE den Titel Internationaler Schiedsrichter für Schachkomposition, 2015 wurde er posthum Internationaler Meister der Schachkomposition.
Wróbel, der neben Dawid Przepiórka als der bedeutendste polnische Schachkomponist gilt, war als Publizist sehr aktiv: Er redigierte zahlreiche polnische Schachzeitungen und Schachspalten, außerdem veröffentlichte er drei bedeutende Bücher zur Schachkomposition.

## Schachkomposition
|   | a | b | c | d | e | f | g | h |   |
| 8 |   |   |   |   |   |   |   |   | 8 |
| 7 |   |   |   |   |   |   |   |   | 7 |
| 6 |   |   |   |   |   |   |   |   | 6 |
| 5 |   |   |   |   |   |   |   |   | 5 |
| 4 |   |   |   |   |   |   |   |   | 4 |
| 3 |   |   |   |   |   |   |   |   | 3 |
| 2 |   |   |   |   |   |   |   |   | 2 |
| 1 |   |   |   |   |   |   |   |   | 1 |
|   | a | b | c | d | e | f | g | h |   |

Lösung:

1. Ta8–e8!! La7–b6 2. Te8–b8! Lb6–d4 3. La6–b5 matt

1. … La7–c5 2. Te8–e5! Lc5–b6 3. La6–b5 matt

1. … La7–d4 2. Te8–e4! Ld4–b6 3. Sd3–b2 matt

## Werke
- Mecz kompozycji Dania-Polska 1933 [Kompositionswettkampf Dänemark-Polen 1933], Warschau 1933
- Tajemnice dwuchodówki [Geheimnisse des Zweizügers], Warschau 1950 (2. Auflage 1953)
- Sto lat polskiej kompozycji szachowej 1855-1955 [Einhundert Jahre polnischer Schachkomposition 1855–1955], Warschau 1956